# El hombre puede
El hombre puede es el tercer disco de estudio de la banda chilena Ases Falsos, estrenado oficialmente el 28 de octubre  de 2016 y siendo habilitado a través de distintas plataformas de streaming ese mismo día a través del sello Quemasucabeza.

## Lista de canciones
Todas las canciones escritas y compuestas por Cristóbal Briceño, excepto donde se indique. 
| El hombre puede |                      |                          |          |  |
| N.º             | Título               | Compositor(es)           | Duración |  |
| 1.              | «Chakras»            | Cristóbal Briceño        | 1:55     |  |
| 2.              | «Gehena»             | Briceño                  | 2:38     |  |
| 3.              | «Sal de ahí»         | Briceño                  | 3:08     |  |
| 4.              | «Subyugado»          | Briceño                  | 4:09     |  |
| 5.              | «Más se fortalece»   | Briceño                  | 5:29     |  |
| 6.              | «Fría»               | Briceño                  | 4:07     |  |
| 7.              | «Mucho más mío»      | Martín del Real, Briceño | 4:21     |  |
| 8.              | «Antes sí, ahora no» | Briceño                  | 3:00     |  |
| 9.              | «Creo que no creo»   | Briceño                  | 4:01     |  |
| 10.             | «Trato hecho»        | Briceño                  | 4:29     |  |

## Personal
- Cristóbal Briceño (Voz y guitarra)
- Simón Sánchez (Bajo y coros)
- Martín del Real (Guitarra solista y coros)
- Francisco Rojas  (Teclado y guitarras)
- Daniel de la Fuente (Batería)

## Enlaces
- Página oficial de Quemasucabeza

- Datos: Q27624350